# STAE

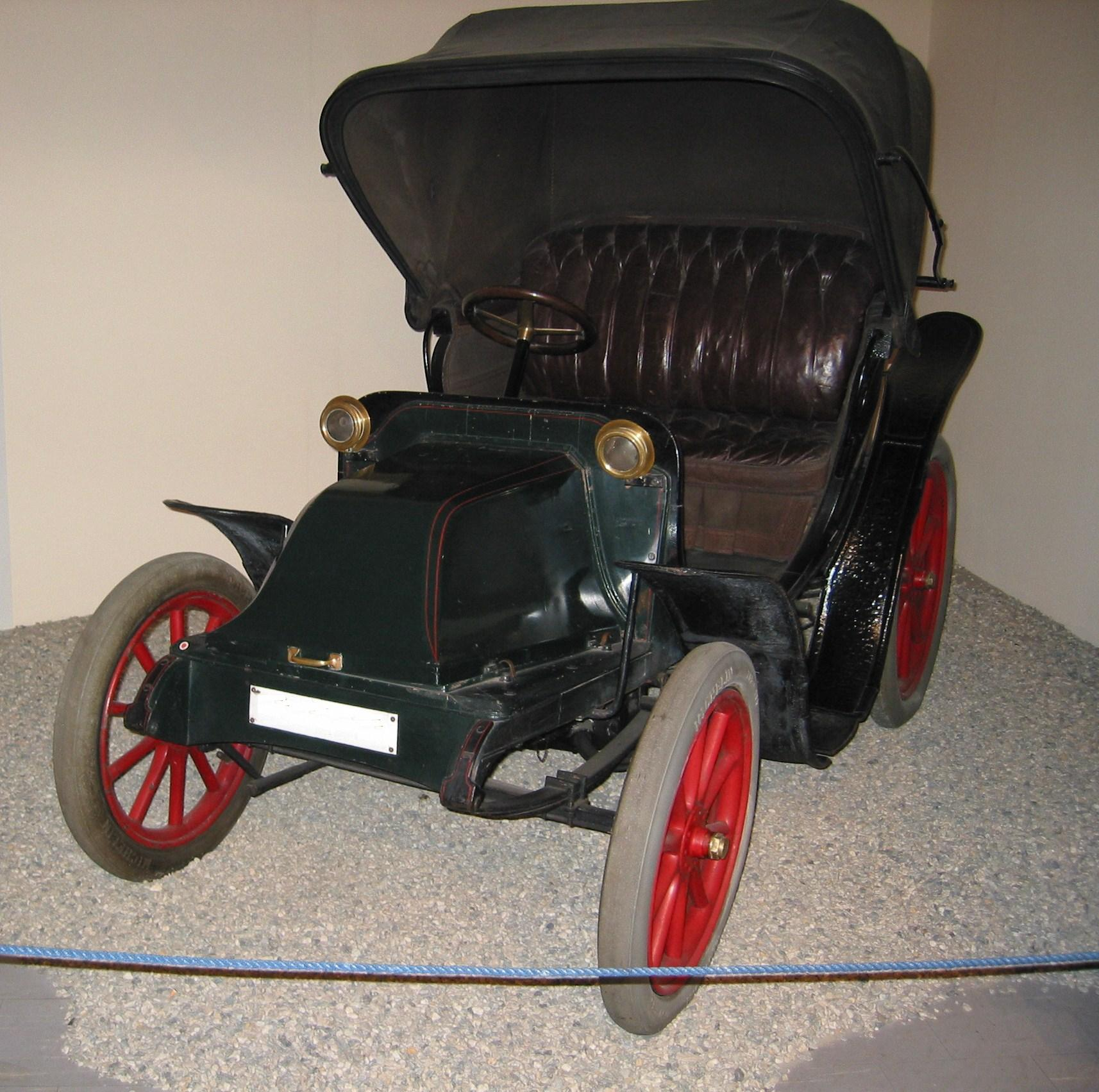
Vetturella elettrica STAE tipo "Duc-de-dame" del 1909. Il motore elettrico è in posizione centrale, alimentato dalla batteria alloggiata nel falso cofano motore; con una potenza di 10 cavalli, sviluppava una velocità di 30 km/h e aveva un'autonomia di 80-90 km (in esposizione al Museo dell'automobile di Torino).

La STAE, ovvero Società Torinese Automobili Elettrici, è stata una casa automobilistica italiana fondata nel 1905 specializzata nella costruzione di veicoli elettrici basati sul sistema Kriéger, che all'epoca godevano di grande favore tra il pubblico.
L'azienda nacque come succursale della casa francese  Kriéger, con il nome di Società Italiana Automobili Kriéger e produsse soprattutto modelli ibridi seriali ante-litteram, essendo dotati di due motori elettrici a trasmissione cardanica, alimentati da un alternatore mosso da un  motore a benzina. Nella sua officina venivano costruiti anche vetturelle, vetture e camion elettrici ad accumulatori, sempre su brevetti Krieger. Per le vetturelle di sua produzione, la STAE riuscì a ridurre il peso a 800 kg e ad aumentare l'autonomia fino a 80 km.
Il capitale sociale iniziale di 900.000 lire, suddiviso in 9.000 azioni da 100 lire cadauna, fu portato nel 1907 a 1.200.000 lire in concomitanza con l'assunzione della nuova denominazione STAE, che sanciva la rottura con la casa francese, i nuovi investimenti pubblicitari e la diversificazione della produzione. Negli anni successivi, tuttavia, l'affermarsi dei veicoli con motore a scoppio mise in gravi difficoltà i produttori di vetture elettriche e, fra il 1912 e il 1913, complici anche i lunghi scioperi di quei due anni, la STAE cessò la produzione e si sciolse.